# 칼로스키우루스속
칼로스키우루스속(Callosciurus)은 다람쥐과에 속하는 설치류 분류군이다. 주로 동남아시아에서 발견되고, 일부 종은 네팔과 인도 북동부, 방글라데시, 중국 남부에서 서식한다. 몇몇 종은 섬에서 서식한다. 15종을 포함하고 있으며, 다양한 변종과 아종으로 이루어져 있다. 보르네오피그미다람쥐속(Glyphotes)과 붉은배다람쥐속(Rubrisciurus), 아시아줄무늬다람쥐속(Tamiops)도 한때는 칼로스키우루스속에 포함되기도 했다.

## 하위 종
| - 귀반점다람쥐 (C. adamsi) - 클로스다람쥐 (C. albescens) - 키나발루다람쥐 (C. baluensis) - 회색배다람쥐 (C. caniceps) - 팔라스다람쥐 (C. erythraeus) - 핀레이슨다람쥐 (C. finlaysonii) - 라오스다람쥐 (C. inornatus) - 로가다람쥐 (C. melanogaster) | - 검은줄무늬다람쥐 (C. nigrovittatus) - 삼색다람쥐 (C. notatus) - 보르네오검은띠다람쥐 (C. orestes) - 페이어다람쥐 (C. phayrei) - 프레보스트다람쥐 (C. prevostii) - 이라와디다람쥐 (C. pygerythrus) - 앤더슨다람쥐 (C. quinquestriatus) |